# پانی کیانزاد
پانی کیانزاد (انگلیسی: Pannie Kianzad) (زاده آذر ۱۳۷۲-اهواز) رزمی کار حرفه‌ای ایرانی سوئدی است، که از سال ۲۰۱۲ تاکنون در مسابقات حرفه‌ای ام‌ام‌ای رقابت می‌کند.

## زندگی
پانی آذرماه ۱۳۷۲ در شهر اهواز به دنیا آمد. او زمانی که ۱۴ ساله بود در ۳۰ مسابقه بوکس آماتور شرکت کرد و نهایتاً در سال ۲۰۱۰ با استعداد خوبی که داشت وارد مسابقات ملی سوئد شد و در همان اولین حضورش توانست مدال نقره را کسب کند. زمانی که پانی ۱۹ سالش شد توانست در همین مسابقات قهرمانی را کسب کند. پیش از اینکه او رسماً به MMA روی آورد در مبارزاتی که در اوکتاگون انجام می‌شود مبارزه می‌کرد. 
او کار خودش را در سوئد از سال ۲۰۱۲ به همراه تیم رامبل اسپورتز آغاز کرده‌است و تاکنون در ۹ مبارزه‌ای که داشته توانسته ۸ برد کسب کند که آمار خوبی برای این بانوی ایرانی‌تبار به حساب می‌آید. اگر این رزمی کار ایرانی، آخرین مبارزه اش را که با تونیا اوینگر داشت را نمی‌باخت اکنون با آمار ۹ برد پشت سرهم می‌توانست یکی از مدعیان کمربند سازمان UFC باشد که متأسفانه این اتفاق نیفتاده است.
او هنوز زمان زیادی برای بردهای بیشتر دارد. آمار خوبی که این بانوی ایرانی‌تبار مقیم سوئد دارد با ۳ ناک اوتی که داشته آن آمار شگفت آوری است.
او در جولای امسال در رنکینگ UFC در رده پانزدهم و در میان ورزشکارانی که خارج از UFC رقابت می‌کنند هم در رده دوم اروپا قراردارد.

او زمانی که توانست ۷ برد متوالی را در مسابقات رسمی MMA کسب کند و قهرمانی مسابقات رزمی ترکیبی را به دست آورد وارد مسابقات انویکتا شد. او در اولین مسابقه خودش در این تورنمنت حریف خودش یعنی جسیکا رز کلارک را شکست داد. پانی کیانزاد نهایتاً در دومین مرحله این تورنمنت به تونیا اوینگر برخورد کرد. اوینگر رزمی کاری بود که به تازگی قهرمانی‌های زیادی را کسب کرده و یکی از بهترین‌های اروپا به حساب می آمد. پانی برای این مسابقه وزن زیادی را کم کرد و نتوانست پیروزی را از این رزمی کار بگیرد و نهایتاً در راند دوم با ضربه فنی روبرو شد.
در مورد رابطه خانوادگی پانی هم باید گفت که او اکنون با یکی از ورزشکاران سازمان UFC به نام رونالد دلروم از کانادا نامزد است.
پانی پس از آخرین بردی که در مسابقات سوئد داشت به همراه پرچم کشور سوئد، پرچم شیر و خورشید ایران را هم به دوش آویخت و دورافتخار زد.